# Alpine Ski-Juniorenweltmeisterschaften 2002
Die 21. Alpinen Ski-Juniorenweltmeisterschaften fanden vom 27. Februar bis 3. März 2002 in und um Tarvisio in der italienischen Provinz Udine (Region Friaul-Julisch Venetien) statt. Weitere Austragungsorte waren Sella Nevea und Ravascletto. Ursprünglich hätten die Rennen in Narvik (Norwegen) stattfinden sollen.

## Männer

### Abfahrt
| Platz | Land | Sportler            | Zeit (min) |
| ----- | ---- | ------------------- | ---------- |
| 1     | USA  | Adam Cole           | 1:26,85    |
| 2     | AUT  | Mario Scheiber      | 1:27,23    |
| 3     | NOR  | Aksel Lund Svindal  | 1:27,26    |
| 4     | USA  | Jeremy Transue      | 1:27,33    |
| 5     | AUT  | Thomas Trojer       | 1:27,53    |
| 6     | NOR  | Petter Søhøl Røring | 1:27,70    |

Datum: 27. Februar

Ort: Tarvisio

### Super-G
| Platz | Land | Sportler           | Zeit (min) |
| ----- | ---- | ------------------ | ---------- |
| 1     | ITA  | Peter Fill         | 1:25,02    |
| 2     | NOR  | Aksel Lund Svindal | 1:25,52    |
| 2     | AUT  | Peter Struger      | 1:25,52    |
| 4     | SUI  | Werner Elmer       | 1:25,60    |
| 5     | SUI  | Daniel Albrecht    | 1:25,75    |
| 6     | USA  | Adam Cole          | 1:25,90    |

Datum: 28. Februar

Ort: Tarvisio

### Riesenslalom
Nicht ausgetragen.

### Slalom
| Platz | Land | Sportler           | Zeit (min) |
| ----- | ---- | ------------------ | ---------- |
| 1     | USA  | Steven Nyman       | 1:30,46    |
| 2     | SUI  | Marc Berthod       | 1:30,73    |
| 3     | NOR  | Aksel Lund Svindal | 1:31,37    |
| 4     | AUT  | Alexander Koll     | 1:31,66    |
| 5     | SUI  | Daniel Albrecht    | 1:31,77    |
| 6     | NOR  | Lars Elton Myhre   | 1:31,90    |

Datum: 2. März

Ort: Sella Nevea

### Kombination
| Platz | Land | Sportler           | Punkte |
| ----- | ---- | ------------------ | ------ |
| 1     | NOR  | Aksel Lund Svindal | 11,77  |
| 2     | USA  | Steven Nyman       | 19,60  |
| 3     | AUT  | Alexander Koll     | 24,07  |
| 4     | GER  | Peter Strodl       | 35,40  |
| 5     | SUI  | Daniel Albrecht    | 36,84  |
| 6     | AUT  | Peter Struger      | 38,87  |

Datum: 27. Februar/2. März

Ort: Tarvisio, Sella Nevea
Die Kombination besteht aus der Addition der Ergebnisse aus Abfahrt und Slalom.

## Frauen

### Abfahrt
| Platz | Land | Sportlerin        | Zeit (min) |
| ----- | ---- | ----------------- | ---------- |
| 1     | USA  | Julia Mancuso     | 1:29,81    |
| 2     | AUT  | Astrid Vierthaler | 1:29,95    |
| 3     | AUT  | Nicole Hosp       | 1:30,56    |
| 4     | AUT  | Daniela Müller    | 1:31,09    |
| 5     | CAN  | Kelly VanderBeek  | 1:31,20    |
| 6     | GER  | Maria Riesch      | 1:31,36    |

Datum: 27. Februar

Ort: Tarvisio

### Super-G
| Platz | Land | Sportlerin       | Zeit (min) |
| ----- | ---- | ---------------- | ---------- |
| 1     | GER  | Maria Riesch     | 1:27,54    |
| 2     | AUT  | Daniela Müller   | 1:28,55    |
| 3     | CAN  | Kelly VanderBeek | 1:28,64    |
| 4     | GER  | Ellen Hild       | 1:28,83    |
| 5     | USA  | Julia Mancuso    | 1:28,87    |
| 6     | USA  | Lindsey Kildow   | 1:29,00    |

Datum: 28. Februar

Ort: Tarvisio

### Riesenslalom
| Platz | Land | Sportlerin        | Zeit (min) |
| ----- | ---- | ----------------- | ---------- |
| 1     | USA  | Julia Mancuso     | 1:52,15    |
| 2     | USA  | Jessica Kelley    | 1:52,27    |
| 3     | FRA  | Florence Roujas   | 1:52,32    |
| 4     | ITA  | Alessia Pittin    | 1:52,93    |
| 5     | ITA  | Giorgia Lorenz    | 1:52,94    |
| 6     | SUI  | Tanya Bühler      | 1:53,02    |
| 6     | ITA  | Claudia Morandini | 1:53,02    |

Datum: 3. März

Ort: Ravascletto

### Slalom
| Platz | Land | Sportlerin           | Zeit (min) |
| ----- | ---- | -------------------- | ---------- |
| 1     | SVK  | Veronika Zuzulová    | 1:36,54    |
| 2     | GER  | Maria Riesch         | 1:36,68    |
| 3     | SUI  | Sandra Gini          | 1:36,89    |
| 4     | AUT  | Nicole Hosp          | 1:36,94    |
| 5     | AUT  | Michaela Kirchgasser | 1:37,16    |
| 6     | FRA  | Claire Dautherives   | 1:37,32    |

Datum: 1. März

Ort: Sella Nevea

### Kombination
| Platz | Land | Sportlerin              | Punkte |
| ----- | ---- | ----------------------- | ------ |
| 1     | USA  | Julia Mancuso           | 05,20  |
| 2     | SUI  | Tanya Bühler            | 49,40  |
| 3     | AUT  | Daniela Müller          | 65,15  |
| 4     | GBR  | Chemmy Alcott           | 71,84  |
| 5     | SWE  | Jessica Lindell-Vikarby | 83,97  |
| 6     | CZE  | Šárka Záhrobská         | 93,31  |

Datum: 27. Februar/1. März

Ort: Tarvisio, Sella Nevea
Die Kombination besteht aus der Addition der Ergebnisse aus Abfahrt, Riesenslalom und Slalom.

## Medaillenspiegel
| Platz | Land               | Gold | Silber | Bronze | Gesamt |
| ----- | ------------------ | ---- | ------ | ------ | ------ |
| 1     | Vereinigte Staaten | 5    | 2      | –      | 7      |
| 2     | Norwegen           | 1    | 1      | 2      | 4      |
| 3     | Deutschland        | 1    | 1      | –      | 2      |
| 4     | Italien            | 1    | –      | –      | 1      |
| 4     | Slowakei           | 1    | –      | –      | 1      |
| 6     | Österreich         | –    | 4      | 3      | 7      |
| 7     | Schweiz            | –    | 2      | 1      | 3      |
| 8     | Frankreich         | –    | –      | 1      | 1      |
| 8     | Kanada             | –    | –      | 1      | 1      |